# Corte de’ Frati
Corte de’ Frati (lombardul: Curt de Frat) település Olaszországban, Lombardia régióban, Cremona megyében. Lakosainak száma 1306 fő (2023. január 1.). Corte de’ Frati Alfianello, Grontardo, Pontevico, Pozzaglio ed Uniti, Robecco d’Oglio, Scandolara Ripa d’Oglio és Persico Dosimo községekkel határos.

## Népesség
A település lakossága az elmúlt években az alábbi módon változott:
| Lakosok száma | 1408 | 1408 | 1379 | 1306 |
|               | 2013 | 2017 | 2018 | 2023 |